# HD77105
HD77105 — хімічно пекулярна зоря спектрального класу A3, що має видиму зоряну величину в смузі V приблизно  8,8.
Вона  розташована на відстані близько 789,7 світлових років від Сонця.